# 관 (쓰개)

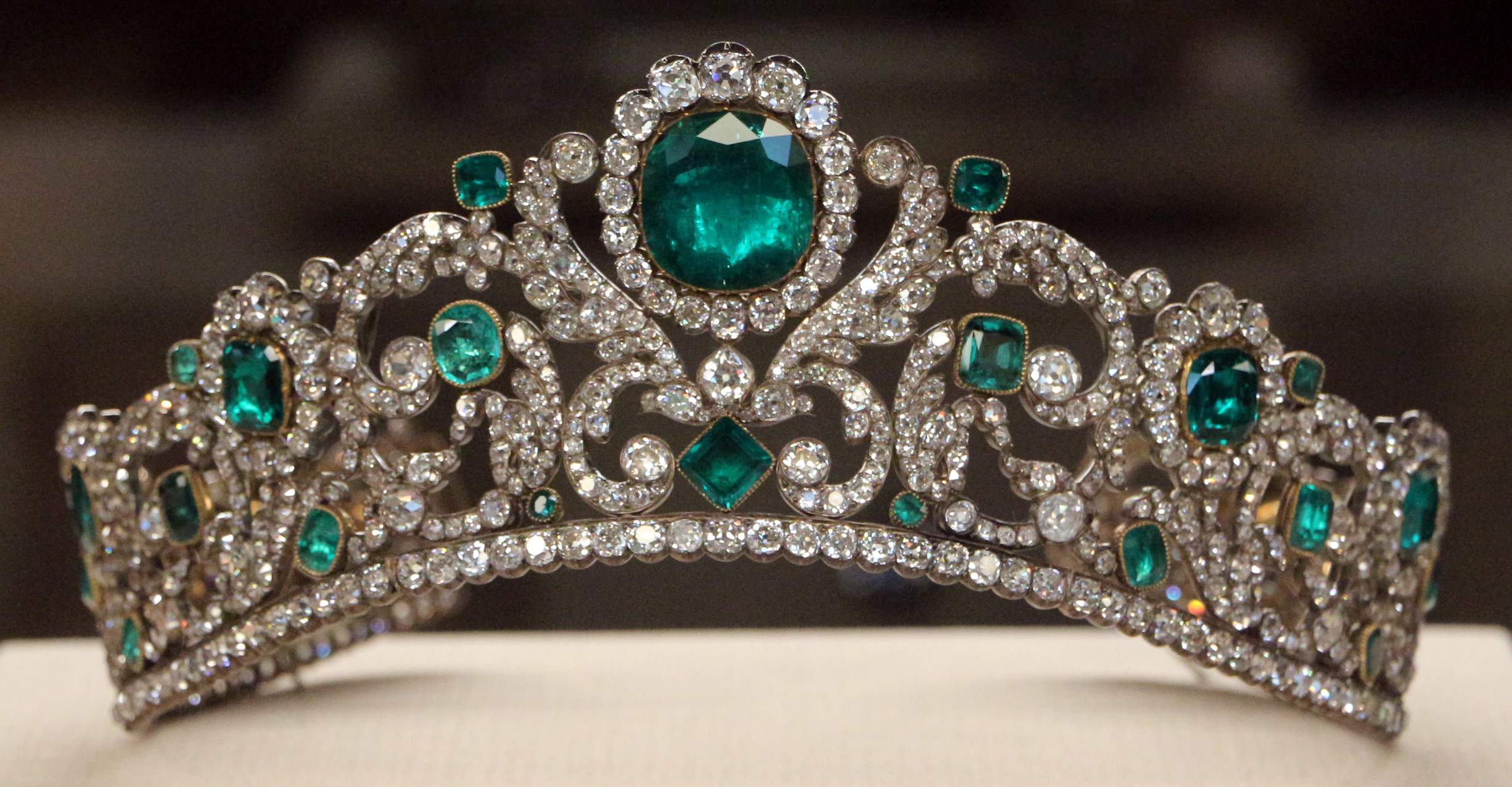
앙굴렘 공작부인의 티아라(1814년) - 루브르 박물관 소장.

관(冠, crown)은 특정한 신분, 지위를 나타내기 위해 착용하는 쓰개를 말한다. 군주의 관은 왕관, 제관이라고도 한다.

## 관의 역사

### 서양의 관의 역사

#### 초기
초기의 관은 모자의 형태가 아닌 금과 보석 혹은 비단으로 만들어진 머리띠의 형태였다. 이집트에서는 정교한 왕관을 제작하여 사용하고 있었으나, 로마제국에서는 관(corona 코로나[*])이 황제의 상징이었다. 그 관은 올리브나무 잎 새 모양으로 된 금으로 세공된 월계관(laurel wreath)이었으며, 올리브 잎은 황제를 위한 상징이었다. 그 이후에 모자 형태의 관으로 발전을 하게 되면서 그 시대를 대표하는 보석들로 치장을 하게 된다.

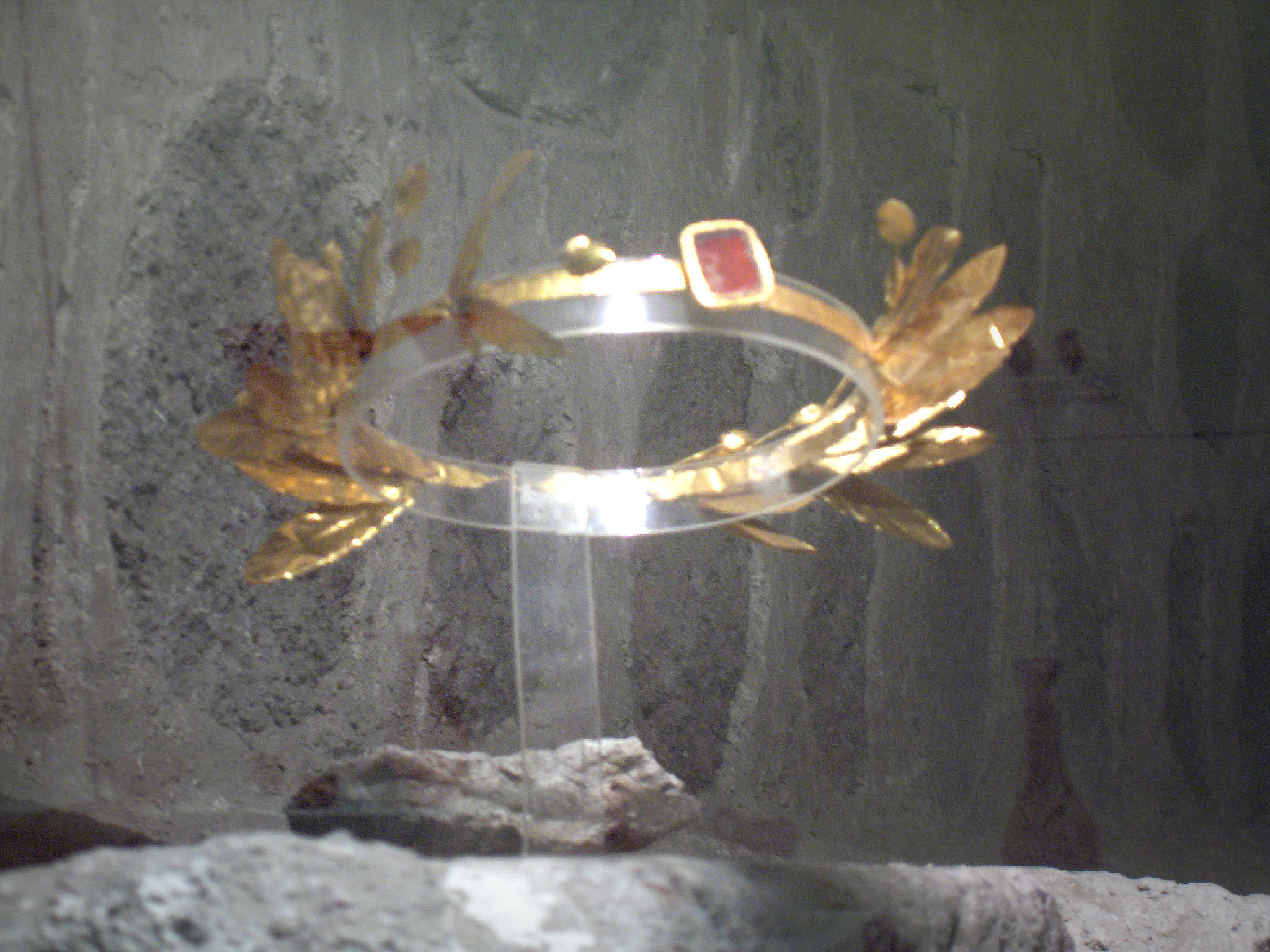

기독교 국가에 남아있는 관 중 가장 오래된 것은 이탈리아 밀라노 외각에 위치한 몬차 성당에 소장되어 있는 랑고바르드의 철관으로 알려져 있다. 이 관은 22개의 보석으로 치장되어 있으며, 전설에 의하면 황금 테 안쪽의 약 1cm 폭의 얇은 철판은 그리스도를 처형할 때 사용하였던 못으로 만든 것이라 하며, 그래서 관의 대부분이 금관으로 만들어졌지만 금관이 아닌 "철관"이라고 부르며 더욱 성스럽게 취급되어왔다.

#### 12세기 이후
역사시대인 12세기에는 군주들의 관에는 그 권력과 비례하여 최고의 보석들이 동원되었다. 12세기가 지나는 시점을 시작으로 황제가 대관식을 할 때 관을 사용하였으며, 의식이 있는 경우에 사용하게 되어 서구 국가들에서 군주권을 상징하는 것으로 되었다. 불란서에서는 대관식을 위한 관과 이보다는 가벼운 관을 두 개 제작을 하였다고 한다. 후일 영국도 불란서의 이러한 영향을 받아 그런 제도를 받아들였다고 한다. 이 외에도 군주의 권위를 상징하던 것으로 홀(royal scepter)과 십자가가 달린 보주(imperial orb)가 있다. 홀과 보주를 장식한 보석들도 역시 시대를 대표하는 것들이었다. 현재 여러 나라들에서 중요한 문화유산으로 보존되고 있는 중요한 관을 장식하고 있거나 또는 장식했던 보석들은 거의 대부분이 왕실 보석들이었으며, 이들 중 큰 다이아몬드는 인도에서 산출된 것들이 제일 많다.

### 한국 관의 역사

#### 상고시대
이 시기의 왕은 신권적인 무(巫)였으므로 당시의 관은 무관으로서의 색채가 드러난다. 현재 유물로는 신라의 관과 고구려의 관 및 벽화, 백제 무령왕릉의 관전입식, 가야의 금관 등이 전해지고 있다. 금관이나 기타의 외관은 의례용으로 추정된다.

#### 삼국시대
5세기에서 6세기에 걸치는 신라·가야의 금관 내지 금동관도 삼국시대의 관에 속한다. 신라시대의 관은 천마총 금관의 앞쪽의 산모양은 나무를 사랑하는 스키타이족의 영향을 받아 이들에게 널리 유행한 생명나무를 의미한다는 것이다. 솟을 장식에 부착되어 있는 비취색  의 옥들은 나무의 과일을 상징하는 것으로 해석하고 있다. 과일은 생명을 이어가는 씨앗을 품고 있는데, 이는 바로 생명의 탄생과 자손의 번영을 의미하는 것으로 해석하고 있다.

#### 고려시대
고려 초기에 군주의 왕관으로서 독립되어 있는 것은 면류관뿐이고, 나머지는 신하들의 관과 공유하고 있다. 고려 중엽 원나라의 간섭을 받을 때에는 관에도 변화가 있었을 것으로 추측된다. 왕의 공복은 복두 차림이었을 것만 추측되고, 왕이 면류관을 썼느냐는 불분명하다. 고려 말에는 명나라의 모든 관모를 습용하였으므로 고려 초의 제도로 복고하였다고 볼 수 있다.

#### 조선시대
조선에서는 고려 말에 명제 관복을 도입한 이후 이를 준용하면서 명나라의 의제개혁에 따라 충실히 습용하였다. 따라서 제복에는 면류관, 조복에는 원유관, 공복에는 복두, 상복에는 익선관을 썼다. 면류관에 달린 면류의 수와 구슬의 색이 다르다고 하였다. 황제는 12류에 7가지 채옥을, 왕은 9류에 5채옥을, 왕세자는 8류 혹은 7류에 3채옥을 차례로 꿴다고 하였다. 조선조는 왕이었으므로 대대로 9류 면류관을 사용하였으나, 1987년 대한제국이 성립되면서 고종이 황제로 즉위한 뒤부터 황, 적, 청, 백, 흑, 홍, 녹의 7채옥을 차례로 엮은 12류 면류관을 비로소 착용하게 되었다. 면류관은 현재 보존된 것이 없다고 한다.

## 대표적인 관 유물

### 프랑스
앙굴렘 공작부인의 티아라(Diadème de la duchesse d'Angoulème)
루이 16세의 딸이자 루이 18세의 조카인 앙굴렘 공작 부인의 관이다. 19세기경 ‘Jacques Evrard-Bapst’의 공예품이며 현재 루브르 박물관에 소장되어 있다. 이 관은 1031개의 다이아몬드와 40개의 에메랄드가 박혀있다. 관의 가운데 두개의 뾰족한 뿔 사이에는 고상한 자수정 무늬가 박혀 있고, 커다란 에메랄드 색으로 둘러싸여 있다.
유제니 왕후의 관(Couronne de l'impératrice Eugénie)

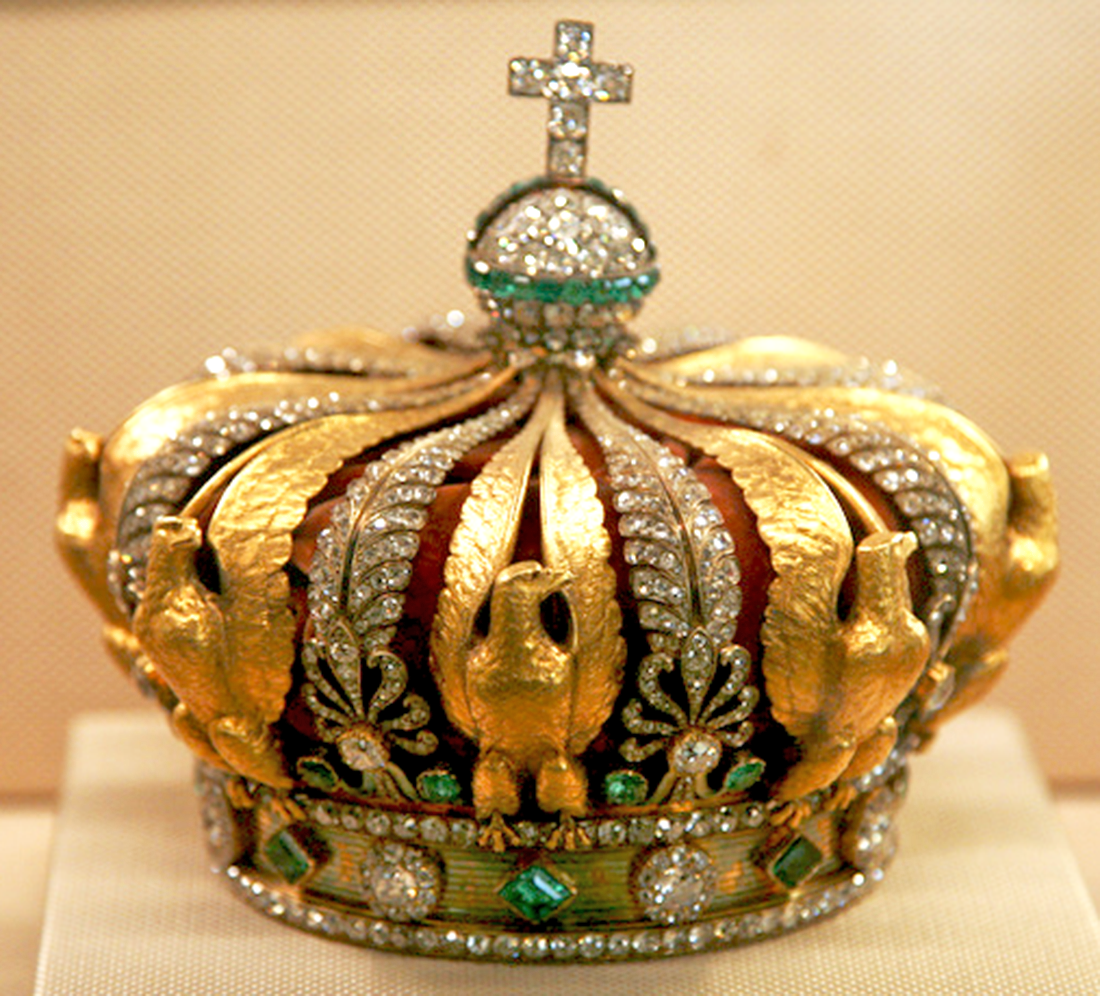
Crown of Empress Eugenie(유제니 왕후의 관)

이 관은 보석 세공사 ‘Alexandre-Gabriel Lemonnier’의 작품으로 루브르 박물관에 소장되어 있다. 1855년 파리 만국 박람회에서 나폴레옹 3세가 공개한 관이다. 그의 아내 유제니 황후의 관은 황실에 있는 황실의 황제 친위대에 의해 제정된 황실의 대표적인 모습을 표현한 것이다. 반원형 무늬의 종려나무로 만들어진 긴 연꽃무늬가 있다. 각각의 종려나무 잎에는 두개의 종려 잎 무늬가 새겨져 있다. 그리고 관의 맨 위에는 십자가 장식이 있다. 관에 있는 독수리 무늬와 종려 잎 무늬는 나폴레옹 3세의 기호에 맞추어 져 있다. 황제의 관은 같은 형태였지만 지금은 사라졌다.  2490개의 다이아몬드와 56개의 에메랄드가 박혀있다. 그 중 독수리 모양의 여덟 개의 마름모꼴은 금으로 만든 구슬이 박혀있고, 가운데에는 커다란 다이아몬드가 박혀있다.
루이 15세의 관(Couronne de Louis XV)

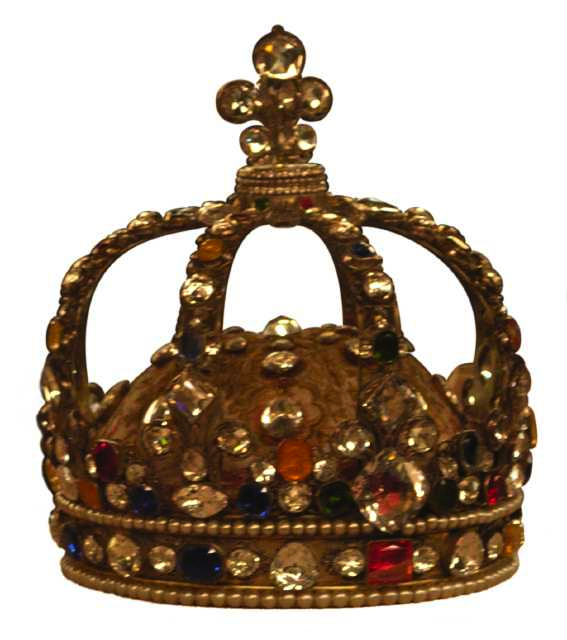
Couronne de Louis XV(루이 15세의 관)

1722년경 ‘Augustin  Duflos’라는 보석세공사가 만들었으며 루이 15세가 쓰던 관으로 현재 루브르 박물관에 전시되어있다. 관 맨 위의 백합모양의 보석장식 아래는 다이아몬드 구슬로 장식되어있다. 중간의 보석들은 은으로 도금되었으며 끝에는 8개의 백합모양으로 장식 되어있다. 이 관은 1720년 루이 15세에 의해 다시 복제되었다고 한다.

### 이집트

하이집트의 관으로 붉은 색 관이다(deshret)

상 이집트의 관으로 흰색 관이다(heject)

과거 이집트는 나일강 하류지역의 하이집트와 중상류 지역의 상이집트로 나뉘어 있었다. 그러다 상이집트의 왕으로써 하이집트를 정복하고 제1왕조를 창시한 메네스(혹은 나르메르)는 기존의 상이집트의 관인 헤제트와 하이집트의 관인 데슈테르를 합쳐 새로운 모양의 관을 만들었다고 전해진다.

상하이집트가 통일된 이후 파라오들이 썼던 이중관(peshent)

### 영국
제국관 (The Imperial State Crown)

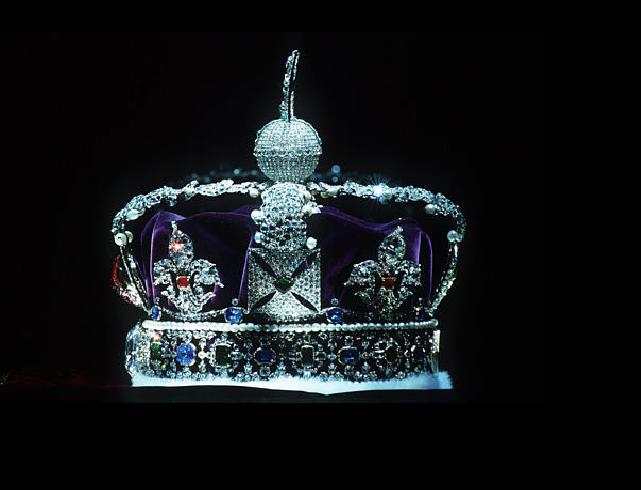
Imperial State Crown(제국관)

제국관의 겉면은 모두 금으로 쌓여있으며 그 위에 3개의 큰 돌이 장착되어 있다. 이 관에는 2868개의 다이아몬드, 17개의 사파이어, 11개의 에메랄드 그리고 269개의 진주가 박혀있다. 관 정면의 밴드부분에는 거대한 쿠션이 둘러싸고 있다. 이 쿠션에는 두 번째로 큰 ‘Cullinan2 Diamond’가 박혀있다. 밴드뒤의 거대한 사파이어는 'StuartSapphire'으로 알려져있다. 그리고 정중앙에는 ‘Black Princess Ruby(흑태자 루비)’가 박혀있다. 특히, 아치의 교차로에 붙어있는 진주들은 ‘엘리자베스 여왕’의 상징이라 할 수 있다. 특히 흑태자 루비는 영국 황실의 권위를 나타내는 상징물이며 왕실에서 역사가 오래된 보석이다.  이 루비가 ‘흑태자 루비’라고 불리게 된 이유가 있다. 영국 에드워드 3세의 아들인 에드워드 황태자는 검은 갑옷을 즐겨입으며 백년전쟁에서 많은공을 새웠다고 한다. 그래서 황태자의 별명은 ‘흑태자’가 되었고 스페인의 왕 페드로의 왕좌게임을 승리로 이끌어주어 그 대가로 적색 보석을 받는다. 이것이 바로 제국관에 박히게 되는 ‘흑태자 루비’인 것이다.
엘리자베스 왕대비의 관 (Queen Elizabeth The Queen Mother’s Crown)
이 관에는 2800개의 다이아몬드가 밑 부분의 쿠션주변에 주로 박혀있다. 4개의 교차된 기둥이 모이는 지점의 십자가 사이에는 ‘코이누르 다이아몬드’가 위치하고 있다. 이 다이아몬드는 엘리자베스 1세 여왕 이후에도 알렉산드라 여왕과 메리여왕의 관에도 장착되었다. 코이누르 다이아몬드는 원래 인도에서 생산되었는데, 페르시아의 침략과 시크전쟁을 거쳐 동인도회사를 통해 빅토리아 여왕의 선물로 전해진다. 이에 인도 정부는 계속하여 코이누르 다이아몬드의 반환을 요구하고 있다. 하지만 영국정부는 합법적인 취득방법으로 얻은 보석이라는 입장으로 협상을 거부하고 있다. 또, 이 다이아몬드는 소유한 남자에게는 저주가 내려진다는 전설이 있다. 그래서 빅토리아 여왕은 다이아몬드가 남자에게 상속되었을 경우 부인만 착용하도록 했다. 이는 현재까지 지켜지고 있는 관의 전설이라 한다.
조지 4세의 평상관(The Diamond Diadem, King George IV State Diadem)
이 관은 은으로 보이는 금을 전체에 두르고 있으며 그위에 1333개의 노란색 다이아몬드가 박혀있다. 그리고 보석으로 장식된 네모난 모양의 장식이 테두리를 따라 덧붙여 세워져 있는 것이 특징이다. 이 네모난 4개의 장식은 영국을 상징한다고 한다. 특히 이 관은 우표, 동전등에 많이 등장하며 엘리자베스 2세 여왕이 애용하는 관이다. 관의 디자인은 ‘Philip Liebart’가 했으며 1820년 조지 4세 황제 때 제작되었다. 이후에 빅토리아 여왕 때까지 계승되었고 공식행사나 영국의회 개최식 때 사용되었다.

### 대한민국
황남대총 북분 금관

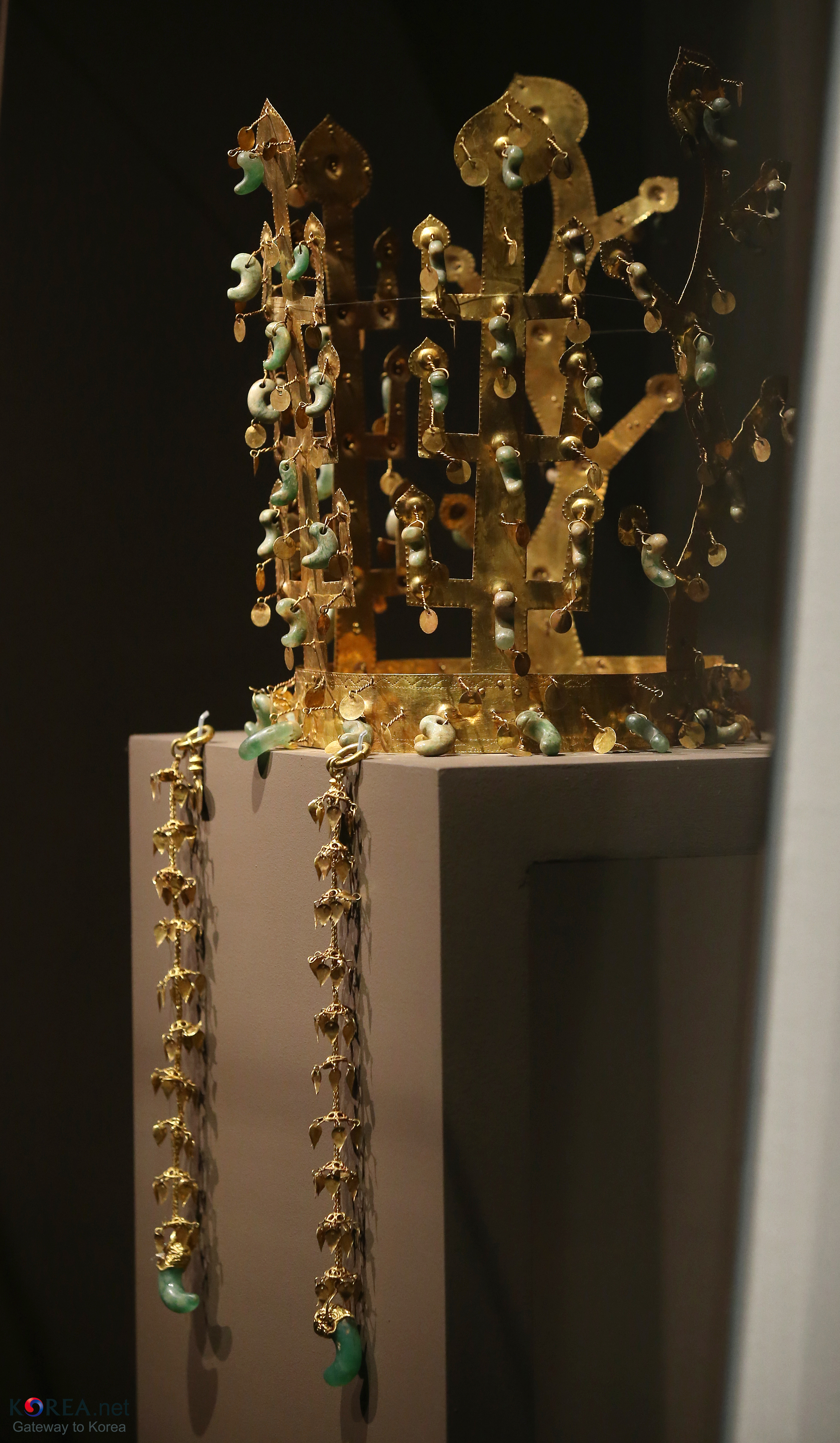
[코리아넷http://www.korea.net/index.jsp] / 해외문화홍보원(저자명)/황남대총 북분 금관

대한민국 삼국시대의 신라 시대인 4세기 말 5세기 초 만들어져 경상북도 경주시 황남동 황남대총 북분에서 출토된 신라 금관이다. 이후 국보 191호로 지정되어 국립중앙박물관의 신라관에 전시돼있다.  금관이 출토될 당시 ‘부인대’라는 허리띠가 같이 출토되어 여성의 무덤이라고 추정하고 있다. 이 금관은 제일 아래 부분에 관테가 원형으로 둘러있고 그 위로 나뭇가지와 사슴뿔모양의 장식을 덧붙여 세우는 것이 특징이다. 나뭇가지와 사슴뿔은 천상과 지상을 연결하는 매개물을 상징한다. 그리고 굽은 옥과 달개가 달려있는데 이것은 각각 태아와 열매를 상징한다.
영친왕 익선관
익선관은 조선시대 왕과 왕위 계승자가 쓰던 관이다. 영친왕이 쓰던 이 익선관은 모체가 2단으로 되어있고 뒷면에는 날개와 같은 2개의 각이 위로 향해있다. 역대 임금들은 모두 검은색 익선관을 썼지만 이 익선관은 진보라색인 것이 특징이다. 상중에는 백색관을 썼다. 이 익선관은 대한제국의 황제와 황태자가 집무를 볼 때 썼다고 한다.  이외에도 왕세자의 관례 때도 익선관을 착용하는 절차가 있었다고 한다. 익선관에서 익선이란 모체뒤쪽에 달려있는 매미날개 모양의 소각을 말한다. 익선은 안쪽에 날개를 붙이고 그 위에 더 긴 날개가 붙어 제작되었다. 그리고 모체의 가운데에 진한 감색 비단실로 장식되어있다. 내부 뒷면에는 보라색 비단실로 꼰 장식 위에 노란 쇠가죽이 달려있다.

## 보석 관련

### 프랑스
루이 15세의 관(Couronne de Louis XV)
- 상시(sancy): 1570년경 터키 주재 프랑스 대사인 상시가 프랑스로 가져왔고, 1906년 영국 애스터 가문이 구입한 후 대를 이어 소장했다. 55캐럿 다이아몬드로, 1962년 루브르 박물관에 빌려 주었다.
- 리전트(regent: 유럽에서 제일로 큰 다이아몬드로 140.5캐럿이다. 영국인 피트가 인도에서 구입하였고, 프랑스에서 '리전트'라는 이름을 얻었다. 이 다이아몬드는 루이 15세의 관에 박혀 그의 대관식에 사용되었다. 그 후 나폴레옹 보나파르트의 칼자루에 장식되었고, 현재는 루브르 박물관이 소장, 전시하고 있다. 나폴레옹은 다이아몬드를 가진 자는 정복되지 않는다는 옛 믿음을 기억하면서 다이아몬드가 전쟁에서 승리를 가져다주기를 바랐다.[9]

### 영국
제국관
- 스피넬(spinel)

수백 년이 넘게 루비로 잘못 알려져온 돌, 스피넬 '흑태자 루비'는 현재 영궁 왕실의 제1공식 왕관이라고 불리는 '임페리얼 스테이드 크라운'에 장식되어 있다. 이 스피넬은 약 170캐럿, 직경 5cm 정도의 커다란 돌로 상당한 가치를 인정받고 있는데 이 스피넬이 '흑태자 루비'라고 불리게 된 사연은 백년전쟁까지 거슬러 올라간다.
백년전쟁 당시 전쟁을 치르던 에드워드 흑태자는 언제나 검은 갑옷을 입고 있어 흑태자라고 불리었다. 이 에드워드 황태자는 눈무신 활약으로 전쟁을 승리로 이끌었고, 그 기념으로 왕에게서 빨간색 보석을 수여받았다. 이것이 바로 '흑태자의 루비'이다. 흑태자의 루비는 그 뒤 1415년에 아쟁쿠르 전투에서 당시 왕이던 헨리 5세의 투구에 장식되었으며 그 빨간색의 날카로운 반사광은 적국 스페인의 왕이 타고있던 말의 눈을 멀게 해 왕을 말 위에서 떨어지게 하여 전투를 승리로 이끌었다고 한다.
흑태자 루비는 1937년 당시 왕, 조지 6세의 대관식용 왕관인 임페리얼 스테이드 크라운에 장식되었으며, 이 왕관은 엘리자베스 여왕의 대관식에도 사용되었다. 그러나 이 흑태자 루비는 최근 감별 결과 루비가 아닌 스피넬로 밝혀졌는데 이는 감별기술이 발달하지 않은 과거에는 붉은색 보석을 모두 루비라고 불렀다는 사실을 알 수 있는 일화다.
큰 루비는 다이아몬드보다 희귀하여 그 값이 다이아몬드와 견줄 만하다. 현재 루비 중 세계에서 가장 큰 것은 런던 대영박물관에 있는 '에드워드 루비'라 불리는 167캐럿짜리이며, 그 다음이 미국 자연박물관에 있는 100캐럿짜리 '스타루비'이다.
- 컬리넌(Cullinan)

1905년 1월 25일 오후 남아프리카 공화국 프리미어 광산에 감독자로 일하던 프레데릭 웰스는 광산을 순찰하던중 돌 더미 속에서 석양빛에 반짝이는 물체를 발견하였다. 평소처럼 흙속에 반쯤 묻혀 있던 것을 파냈는데, 그 덩어리가 너무 커 처음에는 단순히 유리덩어리라고 생각하였다.
하지만 그는 이 돌을 실험실로 가져가 살펴 본 결과, 거대한 유리 덩어리로 생각했던 것이 지금까지 지구상에서 발견된 적이 없는 가장 크고 게다가 품질까지 우수한 다이아몬드의 원석으로 밝혀졌다. 자그마치 3106.75 캐럿(621.2g)에 달했다. 웰스는 이 다이아몬드를 발견한 보상으로 10만 달러를 받았으며, 그 다이아몬드는 광산 설립자이며 소유자였던 토머스 컬리넌의 이름을 따 '컬리넌(Cullinan)'이라고 명명되었다.
컬리넌은 80만 달러의 가격에 트란스발 정부(영국의 식민 정부)에 팔았으며, 이를 구입한 트란스발 정부는 1907년 영국의 왕 에드워드 7세(Edward VII, 1841~1910)의 생일선물로 영국에 보냈다. 이 다이아몬드를 영국으로 보내는 과정은 마치 첩보 영화를 방불케 하는 극비작전으로 수행되었다. 아무도 모르게 영국군 장교의 호위 아래 영국에 도착할 수 있었다. 에드워드 7세는 그때까지 세계에서 제일 큰 다이아몬드를 가공해서 명성을 높이고 있던 암스테르담의 아셔 다이아몬드사에 세공을 의뢰했다.
다이아몬드 세공 전문가인 아셔 형제에게도 그 돌은 가공하기에 너무 큰 돌이었다. 형제는 한 달여 동안 다이아몬드를 면밀하게 관찰하면서 어떻게 다룰지 궁리했다. 이들은 끝내 컬리넌을 조각내기로 했다. 아셔는 미리 파 놓은 홈에 철제 클리버 날을 올려놓고 쇠망치로 내리쳤다. 하지만 컬리넌은 조각나기를 거부한 채 클리버 날만 날아 갔다. 그러나 연이은 시도로 컬리넌은 비교적 큰 9개의 덩어리와 96개의 작은 조각들로 분리되었다. 가장 큰 조각은 530.20캐럿의 서양 배 모양으로 가공되어 ‘컬리넌 I’로 명명되었고 영국 왕의 홀(笏)에 장식되었다. 이 돌은 ‘아프리카의 별’이라는 애칭도 가지고 있다.
두 번째 크기의 돌은 ‘컬리넌 II’로 명명되었으며, 317.40캐럿으로 쿠션형태의 사각형으로 세공되어 관에 사용했다. 지금의 영국 제국관을 장식하고 있는 보석이 바로 이것이다. ‘컬리넌 III’으로 명명된 94.40캐럿의 보석과 ‘컬리넌 IV’로 명명된 63.60캐럿의 보석은 다른 관에 장식되었으며, 이 둘은 관에서 떼어 내면 펜던트와 브로치로도 사용할 수 있도록 만들어졌다. 컬리넌 II, III 그리고 IV는 모두 ‘아프리카의 작은 별’이라는 애칭을 가지고 있다.
에드워드 7세는 컬리넌에서 나온 105개의 조각 중, 가장 큰 세 개를 제외한 나머지 102개는 세공한 대가로 아셔 형제에게 주었다. 그러나 1910년 남아프리카공화국의 루이스 보타 총리가 의회의 승인을 얻어 아셔 형제로부터 나머지 모두를 사들였다. 이는 영국 왕실에 선물하기 위해서였다. 그래서 컬리넌이 낳은 최상의 다이아몬드는 결국 모두 영국 왕실의 보석이 되었다.

## 관 관련 사건

### 나폴레옹 대관식(Le couronnement de Napoléon, 1807)
나폴레옹 1세는 프랑스에서의 권력을 공고히 하기 위해 대관식을 시행했다. 금년 대관식에 나폴레옹은 다비드에게 작품을 의뢰하였고, 그 결과 나폴레옹이 스스로 대관하여 장차 황후가 될 조세핀에게 관을 씌어주는 장면이 그려졌다. 그리고 나폴레옹 대관식은 다비드의 신고전주의 대표작으로 빛과 어둠을 잘 표현하여 대관식을 화려하고 웅장하게 보여주는 효과가 있다.

다비드의 나폴레옹 대관식(Le couronnenment de Napoleon) 그림

### 영국 왕관 논란
13세기 초 인도 남부에서 채굴된 코이누르 다이아몬드는 무굴제국 등 여러 왕가의 소유로 내려오다 시크 제국이 1849년 영국과의 전쟁에서 패한 이후 빅토리아 여왕에게 공물로 바쳐졌고, 페르시아어로 '빛의 산'이라는 뜻을 가진 이 다이아몬드는 남성이 소유하면 저주를 받는다는 전설이 있어 여왕들이 소유해 왔다. 엘리자베스 2세 여왕의 모친인 왕대비 엘리자베스 왕비 등 역대 왕비들이 106캐럿짜리 이 다이아몬드가 장식된 관을 썼고, 엘리자베스 왕비가 사망한 2002년 이후 런던탑에 전시되고 있다. 그러던 중 인도의 시민단체는 지난해 말 코이누르 반환을 요구하는 소송을 제기했다. 영국 정부는 1976년 인도의 반환 요구를 거부한 바 있으며, 데이비드 캐머런총리도 2010년 인터뷰에서 반환에 반대한다고 밝혔다. 그리고 인도 대법원 심리에 출석한 란지트 쿠마르 법무차관은 19세기 인도 펀자브 지방에 시크 제국을 세운 란지트 싱의 후손이 자발적으로 영국에 준 것이라며 "코이누르는 도난당하거나 강제로 빼앗긴 것이 아니다"라고 말했다.

### 왕관 도난 사건
- 프랑스 박물관 성모관 도난
- 독일 박물관 다이아몬드 관 도난
- 프랑스 박물관 나폴레옹의 관 도난
- 영국 왕관의 보석을 훔치려 한 토머스 블러드
- 경주 박물관 신라 금관 도난 보관됨 2017-09-16 - 웨이백 머신

## 같이 보기
- 소관
- 헬멧
- 성 이슈트반 왕관
- 관 (문장학)
- 제관
- 월계관
- 면류관
- 주교관
- 네메스
- 교황관
- 티아라
- 모자

## 참고자료
1. Twining, Lord Edward Francis (1960) A History of the Crown Jewels of Europe, B.T. Batsford Ltd., London, England.
2. Famous diamond history in “Great Diamonds of the Earth” by Edwin Streeter.
3. Gübelin, E. and Erni, F-X. (2000) Gemstones: Symbols of Beauty and Power. Geoscience press, Inc., Tucson, Arizona.
4. Kunsthistorisches Museum Wien (1991) The Secular and Ecclesiastical Treasuries. Vienna: Residenz Verlag.
5. 김병모 (1998) 금관의 비밀: 한국 고대사와 김씨의 원류를 찾아서. 푸른 역사.
6. 한국문화대백과사전 (1991) 한국정신문화 연구원.
7. 증보한국복식사연구(김동욱, 아세아문화사, 1979)
8. 고려도경(高麗圖經)